# Дашти, Мохаммад Фахим
Мохаммад Фахим Дашти (дари مُحمَّد فهیم دشتی; 1973 — 5 сентября 2021) — журналист, политик и политический аналитик из Афганистана. Этнический таджик, родившийся в провинции Панджшер в 1973 году, Дашти изучал политические науки в Кабульском университете. Во время советско-афганской войны он был вынужден бежать в Иран в 1989 году.

## Биография
Из-за своей близости к лидеру Северного Альянса Ахмаду Шаху Масуду Дашти постоянно приходилось перемещаться по Центральной Азии и искать укрытия в Таджикистане, Узбекистане, Франции, Пакистане и Иране.
Когда Ахмад Шах Масуд был убит в северном Афганистане за два дня до теракта 11 сентября, Дашти работал над биографией покойного командира и также был ранен. Более 90 % его тела было сожжено в результате взрыва, убившего Масуда. После длительного лечения в Париже Дашти вернулся в Афганистан и основал Kabul Weekly, трёхъязычную газету, издающуюся из Кабула.
В 2021 году, после захвата Афганистана талибами, Дашти присоединился к Панджшерскому сопротивлению в качестве официального представителя.
6 сентября 2021 года Дашти был убит во время наступления талибов на Панджшер. Причиной смерти, предположительно, послужила атака дрона.

## Личная жизнь
Фахим Дашти был женат, имел сына.